# Tammy Di Calafiori
Tammy Di Calafiori (sinh ngày 10 tháng 3 năm 1989)  là một người dẫn chương trình truyền hình và là diễn viên người Brasil. Cô đã đóng vai chính trong telenovela Ciranda de Pedra.

## Sự nghiệp
Tammy Di Calafiori được sinh ra tại Rio de Janeiro. Sự nghiệp diễn xuất đầu tiên của cô là khi cô tham gia bộ phim telenovela Alma Gêmea năm 2005, do Walcyr Carrasco sản xuất, cô đóng vai Nina, em gái của nhân vật Vitório, do Malvino Salvador thủ vai. Tammy Di Calafiori đóng một trong những vai chính, nhân vật Vírginia Prado, con gái của nhân vật Ana Paula Arósio, có tên là Laura Prado trong Cie de Pedra Rede Globo năm 2008. Tammy Di Calafiori đóng vai nhân vật Lucélia Santos trong phiên bản năm 1980 của telenovela.
Tác giả Telenovela có tên là Sílvio de Abreu đã mời cô tham gia dàn diễn viên của phiên bản năm 2010 telenovela Passione, khi cô đóng vai một nhân vật patricinha (cô gái của thung lũng Brasil) tên là Lorena Gouveia, con gái của Stella Gouveia, do Maitê Proença thủ vai. Cả hai nhân vật đều tham gia vào một tình yêu hình tam giác với nhân vật do Daniel de Oliveira thủ vai, tên là Agnello Mattoli.
Tammy Di Calafiori được công bố vào năm 2012 là một trong những người dẫn chương trình của kênh thể thao Mỹ Fox Sports, do đó, lần đầu tiên cô ra mắt đã được phóng viên ghi nhận lại là một người dẫn chương trình thể thao.